# Germain Hacquet
Germain Hacquet ou Germain Nicolas Hacquet des Naudières, né le 22 septembre 1756 à Paris et mort le 5 décembre 1835 dans la même ville est un franc-maçon français, Chevalier de Saint-Louis.

## Biographie
« Entré au dépôt des recrues des troupes coloniales le 26 juin 1775, M. Hacquet des Naudières servit dans le régiment de Port-au-Prince jusqu’au 3 mai 1784. Le 17 janvier 1788 est nommé sous-lieutenant dans le régiment des Dragons de la milice royale et, en 1794 il rejoignit l’armée des Anglo-émigrés avec lesquels il fit contre les insurgés [de Saint-Domingue] cette campagne et celles de 95 à 99 inclus ». Lorsque les colons français recouvrent, provisoirement, leur emprise sur l’île, il s’établit comme notaire à Port-au-Prince. Il rentre à Paris en juillet 1803 et y demeure jusqu’à sa mort en 1835.

## Responsabilités maçonniques
Il est probablement initié dans la loge « Les Cœurs Franco-américains » en 1790 qui a la particularité d’avoir été créée par la Grande Loge de Pennsylvanie (loge no 47) et donc de pratiquer le rituel « des Anciens ». On le trouve, en 1797, sur les tableaux de « L’Aménité » à Philadelphie. En 1802, il est député grand maître de la Grande Loge provinciale des anciens de Saint-Domingue constituée par Philadelphie. Il est lié avec Pierre Le Barbier Duplessis qui le constitue député inspecteur général en 1798.
À Paris, Germain Hacquet est un des principaux promoteurs de la maçonnerie des « Anciens » et de l’écossisme. Il apparait comme l’un des créateurs de la Grande Loge générale écossaise en 1804 dont il devient premier grand surveillant et maître des cérémonies du Suprême Conseil du Rite écossais ancien et accepté. En 1815, il est à la tête des membres du Suprême Conseil qui réorganise le Rite écossais ancien et accepté au sein du Grand Orient de France. Parallèlement il veillera toujours à maintenir le « Rite de Perfection » en 25 grades que le Conseil du Phénix pratiquera jusqu’en 1848 sous le nom de Rite écossais d’Hérédom. « Compulsant les bibliothèques […] sa modestie l’a détourné de publier le fruit de ses recherches [sur la maçonnerie] ». Germain Hacquet est membre des loges « Le Phénix » et « La Triple Unité à Paris ».
Il est considéré comme le père fondateur du Suprême Conseil Grand Collège du Rite écossais ancien accepté du Grand Orient de France.